# رسول
الرَّسُولُ في اللغة العربية هو من يحمل رسالة من جهة أو شخص إلى جهة أخرى أو شخص آخر، وتبعا لهذا المفهوم يُسمّى الأنبياء رسلا لأنهم يحملون رسالة من الله الخالق إلى البشر لهدايتهم للطريق الصحيح.
معاني كلمة رَسُولٌ في المعاجم العربية: جمع: رُسُلٌ. [ ر س ل ]. الاسْمُ مِنْ أَرْسَلَ. لِلْمُذَكَّرِ وَالْمُؤَنَّثِ وَالوَاحِدِ وَالجَمْعِ. فالرسول هو الشخص المرسل بالرسالة إلى أمة أو قوم ما حسب مصطلح الإسلام.

## الرسل الذين ذكروا في القرآن

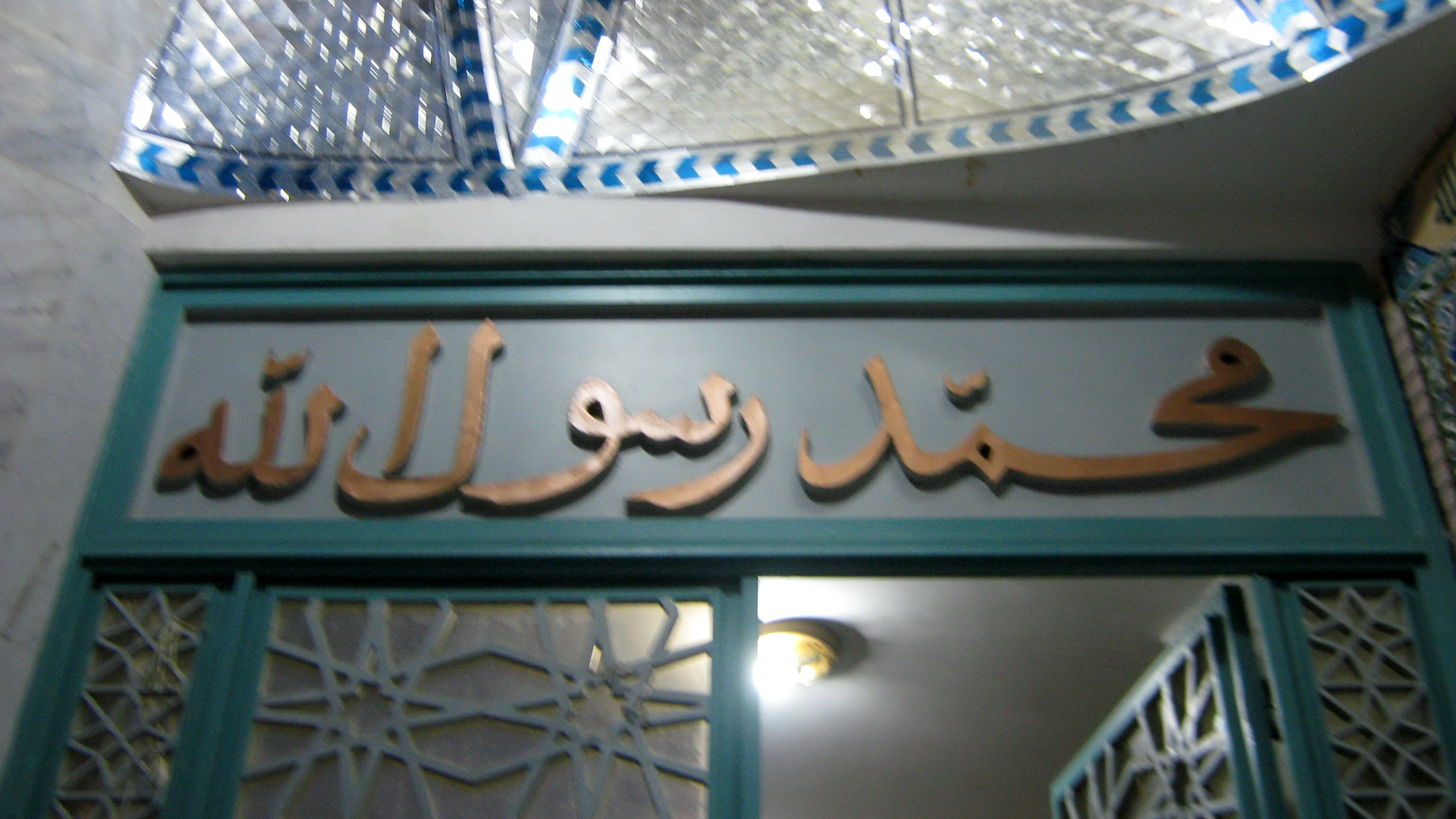
مسجد « محمد رسول الله » في نيسابور.

- النبي آدم (أبو البشر): عاش 1000 سنة، دفن في الهند، وقيل في مكة، وقيل في بيت المقدس.
- النبي إدريس (أخنوخ): عاش على الأرض 865 سنة.
- النبي نوح (شيخ المرسلين): لبث في قومه 950 سنة، قيل دفن في مسجد الكوفة، وقيل في الجبل الأحمر، وقيل في المسجد الحرام.
- النبي هود (عابر): عاش 464 سنة، دفن شرقي حضرموت باليمن.
- النبي صالح: لم تذكر الكتب المدة التي عاشها، ثمة من يزعم أن قبره في حضرموت باليمن.
- النبي لوط: لم تذكر الكتب المدة التي عاشها، يذكر أن له قبر في قرية صوعر.
- النبي إبراهيم الخليل (أبو الانبياء): عاش 200 سنة، ولد بعد الطوفان بـ 1263 سنة، دفن في الخليل بفلسطين، وفيها قبر زوجته الأولى سارة.
- النبي إسماعيل: عاش 137 سنة، دفن جوار والدته هاجر بمكة.
- النبي إسحاق: عاش 180 سنة، ودفن مع أبيه إبراهيم في الخليل بفلسطين.
- النبي يعقوب (إسرائيل): عاش 147 سنة، توفي في مصر، وتنفيذاً لوصيته نقله ابنه يوسف إلى الخليل بفلسطين.
- النبي يوسف (الصِّدِّيق): عاش 110 سنة، مات في مصر، نقله إخوته تنفيذاً لوصيته ودفن في نابلس بفلسطين.
- النبي شعيب (نبي الله): لم تذكر الكتب المدة التي عاشها، ضريحه في حطين القريبة من طبرية بفلسطين.
- النبي أيوب (الصابر): عاش 93 سنة، دفن بجوار زوجته بقرية الشيخ سعد القريبة من دمشق.
- النبي ذو الكفل (بِشْر): لم تذكر الكتب المدة التي عاشها، ولد في مصر، توفي في سيناء أيام التيه، قيل دفن بجوار والده ببلاد الشام.
- النبي يونس (ذو النون): لم تذكر الكتب المدة التي عاشها، ولم يرد أي خبر عن قبره بعد إيمان قومه بنينوى.
- النبي موسى (كليم الله): عاش 120 سنة، توفي في سيناء ودفن بها.
- النبي هارون: عاش 122 سنة، توفي في سيناء ودفن بها.
- النبي إلياس: لم تذكر الكتب المدة التي عاشها، ذكر أنه ولد بعد دخول بني إسرائيل فلسطين. قيل أن قبره في بعلبك بلبنان.
- النبي إليسع (إليشع): لم تذكر الكتب المدة التي عاشها، ولا المكان الذي اتجه اليه بعد عصيان قومه في بانياس ببلاد الشام.
- النبي داود: عاش 100 سنة، ذكر أن ملكه دام 40 سنة.
- النبي سليمان: عاش 52 سنة، ورث ملك أبيه وعمره 12 سنة، ودام ملكه 40 سنة.
- النبي زكريا: عاش 150 سنة، نشر بالمنشار على يد من ذبحوا ابنه يحيى.
- النبي يحيى: لم تذكر الكتب المدة التي عاشها، ولد في السنة التي ولد فيها المسيح، ذبح وهو في المحراب تنفيذاً لرغبة امراة فاجرة من قبل ملك ظالم، ذكر أن رأسه مدفون في الجامع الأموي بدمشق.
- النبي المسيح عيسى بن مريم: عاش على الأرض 33 سنة، رفعه الله بعد بعثته بثلاث سنوات، ذكر أن والدته مريم عاشت بعده 6 سنوات، توفيت ولها من العمر 53 سنة، وقد ولدته ولم يمسسها رجل.
- النبي محمد ﷺ: ولد في مكة، توفي وهو في الثالثة والستين من عمره، دفن في بيت عائشة بالمسجد النبوي بالمدينة المنورة، وهو خاتم الأنبياء.

### الفرق بين الرسول والنبي
الفرق المشهور بين النبي والرسول، أن الرسول من أوحي إليه بشرع وأمر بتبليغه، والنبي من أوحي إليه بشرع ولم يؤمر بتبليغه، غير أن هذا الفرق لا يسلم من إشكال، فإن النبي مأمور بالدعوة والتبليغ والحكم ولهذا قال ابن تيمية: «الصّواب أنّ الرّسول هو مَن أُرسل إلى قوم كفّار مكذّبين، والنّبي مَن أُرسل إلى قوم مؤمنين بشريعة رسول قبله يعلمهم ويحكم بينهم، كما قال تعالى: {إِنَّا أَنزَلْنَا التَّوْرَاةَ فِيهَا هُدًى وَنُورٌ ۚ يَحْكُمُ بِهَا النَّبِيُّونَ الَّذِينَ أَسْلَمُوا}. فأنبياء بني إسرائيل يحكمون بالتوراة التي أنزل الله على موسى. وأما قوله تعالى: {وَخَاتَمَ النَّبِيِّينَ}، ولم يقل خاتم المرسلين: فلأن ختم الرسالة لا يستلزم ختم النّبوّة، وأمّا ختم النبوّة فيستلزم ختم الرّسالة، ولهذا قال عليه الصّلاة والسّلام: إنّه لا نبيّ بعدي، ولم يقل: "لا رسول بعدي".
فعُلم أنه ﷺ لا رسول بعده ولا نبي، بل هو ﷺ خاتم النبيين والمرسلين عليهم الصّلاة والسّلام».